# 信息污染
信息污染是指互聯網上的信息被很多无关、冗余、不请自来以及低价值的信息所污染， 例如錯誤資訊、垃圾電郵和媒体暴力都屬於信息污染。
无用和不良信息会对人类活动产生不利影响。這些信息被认为是信息革命的副作用之一。 

## 概述
資訊污染一般用於指電子通訊，例如电子邮件、即時通訊和社群媒體。該詞在網頁易用性專家雅各布·尼尔森於2003年發表相關話題的論文後，得到了特別關注。不過，早在1971年，就有研究人員就對必須從「垃圾漿中尋找有價值的團塊，而團塊只是隨機分散的微量成分」的負面影響表示懷疑。人們使用資訊來作出決策以及適應環境。認知研究表明，人類只能接受有限的資訊，而過量的資訊會導致決策品質惡化。與之相關的資訊超載也對決策有害，這一概念僅指可獲得的資訊數量龐大，而不論其品質如何。
儘管科技進步被認為惡化了資訊污染問題，但其並非該問題的唯一成因。任何分散注意力，使人不能關注必要的事實並執行任務或決策的，都可以視作是資訊污染。
資訊污染可以視作是工業生產過程導致的「電子版」的環境污染。一些學者表示，資訊超載是全球性的危機，其尺度與環境破壞的威脅相當。還有一些學者則認為，需要像環境資源管理那樣，構建一套資訊管理的范式。

## 表現形式
資訊超載的表現形式可以分為兩大類：引起擾亂的，以及損害資訊品質的。
引起擾亂的資訊污染的典型例子有垃圾訊息，特別是在辦公場所中。手機（鈴聲和瀏覽的內容）在很多場景下都是有干擾性的。干擾性資訊污染並非都與現代科技有關。例如，報紙也可能引起資訊污染，報紙讀者可能只會閱讀不到一半的文章，甚至完全不閱讀。冗餘的資訊、例如地圖上非必要的標籤，也可能分散人的注意力。
另外，資訊的品質降低也會導致其被污染。引起資訊品質降低的原因可能是資訊不準確或已過時，但也可能是因為資訊呈現的形式不合理。例如，當資訊不明確或雜亂、囉嗦時，讀者將難以理解內容。
法律法規時常變更和修訂。對這些法律的解釋和其他參考資料可能會落後於變化多年，這也可能誤導公眾。

## 成因

### 文化因素
文化因素對資訊污染有以下影響。
傳統上，人們認為資訊是好的東西。人們經常說「資訊越多越好」，以及「知识就是力量」。出版和行銷行業已習慣於大量印刷書本、雜誌和小冊子，而不考慮有沒有客戶需求，唯恐需要時數量不夠。
新技術使資訊更容易傳播到每個人，使資訊分享更民主。這被看作進步和個人權利的標誌，也是彌合資訊貧民和資訊富人之間鴻溝的積極的一步。然而，它也同樣增加了令人注意力分散的資訊的數量，使得區分資訊和雜訊變得更困難。廣告在網站、技術和報紙，乃至日常生活中的濫用，被稱為「文化污染」，

### 資訊科技
20世紀的科技進步，特别是互聯網出現，在資訊污染的增加上起到了重要作用。網誌、社交網絡、 个人网站以及移动技术，都導致了「雜訊」增加。資訊污染的程度視乎環境。例如，電子郵件在工作環境下更可能造成資訊污染。手機在列車車廂等密閉空間中可能會造成更大的干擾。

## 影響
資訊污染會在多個層面產生影響。

### 個人
在個人層面，資訊污染影響了個人評估選項、尋找合適的解決問題方法的能力。它可能導致資訊超載、緊張焦慮、決策癱瘓和精神壓力。它還會擾亂學習進程。

### 社會
一些學者認為，資訊污染和資訊超載可能導致觀點和道德觀喪失。該論點能夠解釋為何社會對科學發現、健康警告或政治漠不關心。資訊污染令人對頭條新聞更不敏感，也對新資訊更懷疑。

### 商業
資訊污染加重了資訊超載和精神壓力，擾亂了商業決策。處理事務花費的時間上升，佷容易導致生產力和營收下降。而有缺陷的決策會增加重大失誤的風險。

## 解決方法
管理技巧和技術改進可以作為資訊污染的解決方案。
- 基於技術的替代方案有决策支持系统[1]以及為資訊排列優先順序的儀表板[8]。造成頻繁干擾的技術可以用「污染」更少的技術代替。[5]更進一步，技術可以提高資訊呈現的品質，以助於理解。
- 電郵使用政策[10]以及資訊完整性保證策略可以作為解決方案[1]。可以運用时间管理和壓力管理方法，其中包括設定優先級並儘量減少干擾。改進寫作和呈現方式的做法能夠減少對他人的資訊污染。